# بطولة كاريوكا 2016
بطولة كاريوكا 2016 هو الموسم 115 من بطولة كاريوكا. أشرف على تنظيمه Federação de Futebol do Estado do Rio de Janeiro ‏، وكان عدد الأندية المشاركة فيه 16، وفاز فيه نادي فاسكو دا غاما.